# 山口理
山口 理（やまぐち さとし、1953年 - ）は、東京都出身の作家、児童文学作家。日本児童文学者協会会員。日本ペンクラブ会員。

## 来歴・人物
東京都足立区生まれ。法政大学文学部在学中に、母校である高等学校にて現代国語の代用教員を務める。卒業後、千葉県の小学校教員となり、教師生活に入る。道徳教育の研究に携わり、千葉大学委託研究員として研究に従事。全国大会での発表、文部省（当時）の教材作成委員、さらに学習指導要領の編纂委員として活動。日本道徳基礎教育学会の常任理事として、筑波大学を中心に研究活動を行う。道徳教育に関する著書もある（「#参考文献」参照）。研究の一環として道徳資料を創作していく中で各方面から執筆の依頼が増える。また教育雑誌で創作の連載を続けるなどの活動により、某出版社より長編を書いてみることを勧められ、処女作の『おーい、日本海!』（文研出版）を執筆・出版。それが複数の県の課題図書に選定され、すぐさま第2作の『ぼくの一輪車は雲の上』（文研出版）を出版。この作品が、全国青少年読書感想文コンクールの課題図書に選定され、創作の依頼が急増する。
自身の体験をもとにしたアウトドア系の作品からスタートしたが、その後、ファンタジー、ノンフィクション、SFものなどと幅広く執筆を進めることになる。しばらくの間、教員との二足の草鞋を履いていたが、2003年に執筆活動に専念。その後、創作、ホラー、落語などシリーズ物を手がけることが多くなってゆく。また国語関係・言葉関係の著書も多く、特に偕成社の「国語おもしろ発見クラブ」全10巻は、日本語のあらゆるジャンルを網羅したシリーズとして注目を集めた。また長年にわたり、文学講座「山口塾」を主催。生徒の中からプロの作家も輩出している。さらに学校の校歌作詞、講演活動など、その活動は多岐にわたっている。

## 主な著書 （単著のみを記載）
- 『おーい、日本海!』（文研出版） 1995
- 『ぼくの一輪車は雲の上』（文研出版） 1997
- 『かけぬけて春』（小学館） 1998
- 『あたしが桃太郎になった日』（岩崎書店） 1999
- 『河を歩いた夏』（あすなろ書房） 1999
- 『おれのかあちゃん、流れ星』（文研出版） 1999
- 『行くぜ北国、流れ星』（文研出版） 2000
- 『エリアは北へ』（アリス館） 2001
- 『史上最強の転校生』（文研出版） 2001
- 『びっくりスーパー小学生登場!』（国土社） 2001
- 『ガリバーのいない夏』（国土社） 2001
- 『父と娘の日本横断』（ポプラ社） 2001
- 『びりっけつのビッケ』（文研出版） 2002
- 『さよならアンナ』（ひくまの出版） 2002
- 『飛び出せ、おれたちの夏時間!』（国土社） 2002
- 『サキの星』（ひくまの出版） 2003
- 『なぞのじいさま、あらわる!』（文研出版） 2003
- 『つくって楽しいスーパー紙ブーメラン』（いかだ社） 2003
- 『風のカケラ』（汐文社） 2003
- 『それぞれの旅』（国土社） 2003
- 『虹を下から見上げたら』（国土社） 2004
- 『準備いらずのクイックことば遊び』（いかだ社） 2005
- 『いのちを伝えて』（岩崎書店） 2009
- 『準備いらずのクイック漢字遊び』（いかだ社） 2009
- 『リターン!』（文研出版） 2011
- 『おうちのなかは、おばけがいっぱい』（いかだ社） 2011
- 『ゴジラ誕生物語』（文研出版） 2013
- 『飛べ! 風のブーメラン』（あかね書房） 2014
- 『ロード - キャンピングカーは北へ』（文研出版） 2014
- 『愛犬との旅』（WAVE出版） 2014
- 『時のむこうに』（偕成社） 2014
- 『あくまで悪魔のアクマント」(偕成社) 2016
- 『こわ～い漢字・低学年』（小学館） 2019
- 『おれんち、動物病院』（文研出版） 2019
- 『21世紀の怪談・King』（いかだ社） 2019
- 『介助犬チェリーのパピーウォーカー』（文研出版） 2020
- 『東京タワーに住む少年』（国土社） 2022
- 『生き抜け! 遭難の五日間』（文研出版） 2022

### 「こわ～い話」シリーズ
- 『教室で語り聞かせるこわ～い話』（いかだ社） 2004
- 『5分間で読める・話せるこわ～い話』（いかだ社） 2005
- 『教室が静まりかえる、こわ～い話』（いかだ社） 2014

### 「ドラキュラ・キューラ」シリーズ
- 『ドラキュラ・キューラに気をつけろ!』（文溪堂） 2005
- 『ドラキュラ・キューラはネコぎらい!?』（文溪堂） 2007
- 『ドラキュラ・キューラ、あらしにほえる!?』（文溪堂） 2009
- 『ドラキュラ・キューラ、人間なんか大きらい!』（文溪堂） 2011
- 『ドラキュラ・キューラ、最後のたたかい』（文溪堂） 2011

### 「恐怖の放課後」シリーズ
- 『恐怖の放課後・死者のさまようトンネル』（いかだ社） 2006
- 『恐怖の放課後・あの世からのクリスマスプレゼント』（いかだ社） 2007
- 『恐怖の放課後・雨の夜の死神』（いかだ社） 2008
- 『恐怖の放課後・桜の下で霊が泣く』（いかだ社） 2008

### 「恐怖の5分間」シリーズ
- 『恐怖の5分間・低学年』（いかだ社） 2006
- 『恐怖の5分間・中学年』（いかだ社） 2006
- 『恐怖の五分間・高学年』（いかだ社） 2006

### 「教室で話したい」シリーズ
- 『教室で話したい雨の日の話』（いかだ社） 2006
- 『教室で話したい思わず笑っちゃう話』（いかだ社） 2006
- 『教室で話したい出会いと別れの話』（いかだ社） 2007

### 「まんがで学ぶ」シリーズ
- 『まんがで学ぶ四字熟語』（国土社） 2006
- 『まんがで学ぶ語源』（国土社） 2009
- 『まんがで学ぶ慣用句』（国土社） 2010
- 『まんがで学ぶ同音語』（国土社） 2010

### 「ゆかいな10分落語」シリーズ
- 『ゆかいな10分落語・お化けのはなしベスト5』（文溪堂） 2011
- 『ゆかいな10分落語・くいしんぼうのはなしベスト5』（文溪堂） 2011
- 『ゆかいな10分落語・おっちょこちょいのはなしベスト5』（文溪堂） 2012
- 『ゆかいな10分落語・へんなお医者さんのはなしベスト5』（文溪堂） 2012

### 「心霊スポットへようこそ」シリーズ
- 『心霊スポットへようこそ・Sの悲鳴』（いかだ社） 2011
- 『心霊スポットへようこそ・Nの呪い』（いかだ社） 2011
- 『心霊スポットへようこそ・Kの恐怖』（いかだ社） 2011
- 『心霊スポットへようこそ・さまよう亡霊編』（いかだ社） 2011
- 『心霊スポットへようこそ・Qの黒い影』（いかだ社） 2012
- 『心霊スポットへようこそ・Mの叫び』（いかだ社） 2012
- 『心霊スポットへようこそ・Fの光る目』（いかだ社） 2012
- 『心霊スポットへようこそ・Jの悪夢』（いかだ社） 2013
- 『心霊スポットへようこそ・Dの幽霊船』（いかだ社） 2013
- 『心霊スポットへようこそ・Uのすすり泣き』（いかだ社） 2013
- 『心霊スポットへようこそ・Aのたたり』（いかだ社） 2014
- 『心霊スポットへようこそ・Yのうめき声』（いかだ社） 2014
- 『心霊スポットへようこそ・Zの手まねき』（いかだ社） 2014
- 『心霊スポットへようこそ・Bの暗闇』（いかだ社） 2015
- 『心霊スポットへようこそ・Rの亡霊たち』（いかだ社） 2015
- 『心霊スポットへようこそ・Wの笑う声』（いかだ社） 2015

### 「国語おもしろ発見クラブ」シリーズ
- 『国語おもしろ発見クラブ＊ことわざ・慣用句』（偕成社） 2012
- 『国語おもしろ発見クラブ＊外来語・和製英語』（偕成社） 2012
- 『国語おもしろ発見クラブ＊同音同訓異義語・反対語』（偕成社） 2012
- 『国語おもしろ発見クラブ＊故事成語・論語・四字熟語』（偕成社） 2012
- 『国語おもしろ発見クラブ＊敬語・方言・位相語』（偕成社） 2012
- 『国語おもしろ発見クラブ＊語源』（偕成社） 2013
- 『国語おもしろ発見クラブ＊むかしの言葉』（偕成社） 2013
- 『国語おもしろ発見クラブ＊俳句・短歌・百人一首』（偕成社） 2013
- 『国語おもしろ発見クラブ＊思いちがいの言葉』（偕成社） 2017
- 『国語おもしろ発見クラブ＊思いちがいの言葉 - 2』（偕成社） 2019

### 「妖怪たぬき ポンチキン」シリーズ
- 『妖怪たぬき ポンチキン＊人間界にやってきた!」(文溪堂) 2016
- 『妖怪たぬき ポンチキン＊化けねこ屋敷と消えたねこ」(文溪堂) 2017
- 『妖怪たぬき ポンチキン＊雪わらしとの約束」(文溪堂) 2018
- 『妖怪たぬき ポンチキン＊最強の妖怪、あらわる!」(文溪堂) 2018

### 「遊んで覚える漢字」シリーズ
- 『遊んで覚える漢字・中学年』（いかだ社） 2018
- 『遊んで覚える漢字・低学年』（いかだ社） 2019
- 『遊んで覚える漢字・高学年』（いかだ社） 2019

### 「土木の世界」シリーズ
- 『水道のたんけん』（星の環会） 2019
- 『トンネルのたんけん』（星の環会） 2019
- 『港のたんけん』（星の環会） 2020
- 『道路のたんけん』（星の環会） 2020
- 『鉄道のたんけん』（星の環会） 2020
- 『川のたんけん』（星の環会） 2020
- 『空港のたんけん』（星の環会） 2020

### 伝記
- 『豊田喜一郎」 (あかね書房) 2016
- 『チャップリン / ピカソ』（大月書店） 2018
- 『ジョン万次郎』（あかね書房） 2019
- 『津田梅子』（あかね書房） 2020